# Norma (linguística)
Norma linguística é o uso padrão, relativamente estabilizado (tradicional ou socialmente), que se faz de uma determinada língua, dentro de uma comunidade linguística. Trata-se portanto de uma convenção social sobre o uso desejável de uma  língua e vem a ser adotado por uma dada comunidade linguística. 
A forma mais conhecida de norma linguística, mas não a única, é a linguagem prescritiva ou normativa. Descreve o comportamento linguístico em termos fonológicos, lexicais, gramaticais etc., constituindo-se como um conjunto de regras a serem seguidas pelos falantes, como membros de uma comunidade linguística. 
Já para Eugen Coşeriu, a norma se coloca em um nível de abstração intermediário entre a língua  e a fala (ou, em termos saussurianos, langue e parole  ), isto é, entre os atos linguísticos concretos  produzidos pelos falantes de uma língua e o segundo nível de abstração, constituído pelo sistema que coloca à disposição do falante as formas linguísticas com todas as suas potencialidades e conexões. 
Nessa linha, a norma linguística é descritiva e não um conjunto de regras a serem respeitadas para que um enunciado resulte correto - o que seria o caso da norma prescritiva - de modo que uma possível definição de norma linguística seria "tudo o que é social ou tradicionalmente fixado na técnica da fala"  ou o "conjunto formalizado das realizações tradicionais do sistema", o que abarca tudo o que já  foi realizado na comunidade linguística.